# Lucian Bălan
Lucian Bălan (ur. 25 czerwca 1959 w Bukareszcie, zm. 12 listopada 2015 w Baia Mare) – rumuński piłkarz, występujący na pozycji pomocnika, i trener piłkarski. Jest wychowankiem klubu Autobuzul Bukareszt. Przez siedem lat był zawodnikiem FC Baia Mare, z którym 1978 roku zadebiutował w Divizii A, a cztery lata później dotarł do finału Pucharu Rumunii. Od 1985 do 1989 roku występował w Steale Bukareszt. Pięciokrotnie zdobył z nią mistrzostwo kraju, ponadto triumfował w Pucharze Mistrzów oraz Superpucharze Europy, i awansował do półfinału i - ponownie - do finału Pucharu Mistrzów. W 1989 wyjechał do Belgii i później do Hiszpanii, ale już w 1991 roku zakończył piłkarską karierę i rozpoczął pracę szkoleniową.
Trenował zespoły Phoenix Baia Mare (jako grający trener) i FC Baia Mare, był nauczycielem wychowania fizycznego w szkole w Baia Mare.

## Sukcesy piłkarskie
- finał Pucharu Rumunii 1982 z FC Baia Mare
- mistrzostwo Rumunii 1985, 1986, 1987, 1988 i 1989, Puchar Rumunii 1985, 1987, 1988 i 1989, Puchar Mistrzów 1986, Superpuchar Europy 1987, półfinał Pucharu Mistrzów 1988 oraz finał Pucharu Mistrzów 1989 ze Steauą Bukareszt